# Reit im Winkl
Reit im Winkl är en kommun och ort i Landkreis Traunstein i Regierungsbezirk Oberbayern i förbundslandet Bayern i Tyskland. Folkmängden uppgår till cirka 2 300 invånare på en yta av 71 kvadratkilometer.Reit im Winkl är känd som turistort, särskilt för vintersport. Skidområdet ligger i en del av byn som heter Winklmoos Alm.